# Jonathan Aris
Jonathan Aris (* 1971 in London) ist ein britischer Schauspieler, der bei Film, Fernsehen und Theater arbeitet.

## Leben
Jonathan Aris, Sohn des Schauspielers Ben Aris, studierte zunächst Malerei an einer der Schulen der Universität Cambridge, bevor er die Entscheidung traf, dem Weg seines Vaters als Schauspieler zu folgen. Seit 1996 war er in rund 60 Film- und Fernsehproduktionen zu sehen.
Jonathan Aris fungierte bei mehreren TV-Dokumentationen des National Geographic Channel als Erzähler. Ab 2010 spielte er in der BBC-Serie Sherlock die Rolle des Philip Anderson. 2016 spielte er den Senator Nower Jebel im Film Rogue One: A Star Wars Story, diese Rolle nahm Aris 2025 für eine Folge der Prequel-Serie Andor erneut auf.

## Filmografie (Auswahl)
- 1996–2001: The Bill (Fernsehserie, 3 Folgen)
- 2000: Agatha Christie’s Poirot (Fernsehserie, 1 Folge)
- 2001: Relic Hunter – Die Schatzjägerin (Relic Hunter, Fernsehserie, 1 Folge)
- 2003: Eroica – The day that changed music forever (Fernsehfilm)
- 2003: Heartbeat (Fernsehserie, 1 Folge)
- 2006: Hotel Babylon (Fernsehserie, 1 Folge)
- 2007: Flawless
- 2008: Merlin – Die neuen Abenteuer (Merlin, Fernsehserie, Folge 1x10)
- 2008: Kommissar Wallander: Mittsommermord (One Step Behind, Fernsehreihe)
- 2009: Ideal
- 2009: Bright Star
- 2010: Spooks – Im Visier des MI5 (Spooks, Fernsehserie, 1 Folge)
- 2010–2016: Sherlock (Fernsehserie, 7 Folgen)
- 2011: New Tricks – Die Krimispezialisten (New Tricks, Fernsehserie, 1 Folge)
- 2012: Sightseers
- 2013: Whitechapel (Fernsehserie, 1 Folge)
- 2014: The Game (Miniserie)
- 2015: Wölfe (Wolf Hall, Miniserie)
- 2015: Humans (Fernsehserie, 4 Folgen)
- 2015: Der Marsianer – Rettet Mark Watney (The Martian)
- 2016: Inspector Barnaby (Midsomer Murders, Fernsehserie, Folge 18x05: Heilige und Eilige (Saints And Sinners))
- 2016: Tutankhamun (Miniserie)
- 2016: The Night Manager (Miniserie)
- 2016: Love, Nina
- 2016: Das Morgan Projekt (Morgan)
- 2016: Rogue One: A Star Wars Story
- 2016: Zeit für Legenden (Race)
- 2017–2019: The End of the F***ing World (Fernsehserie, 6 Folgen)
- 2018: Black Mirror: Bandersnatch
- 2019: Get Duked! (Boyz In The Wood)
- 2019: Vivarium – Das Haus ihrer (Alp)Träume (Vivarium)
- 2019: Good Omens (Fernsehserie)
- 2019: Marie Curie – Elemente des Lebens (Radioactive)
- 2019: The War of the Worlds – Krieg der Welten (The War of the Worlds, Miniserie)
- 2020: Dracula (Miniserie)
- 2020: The North Water (Fernsehserie, 1 Folge)
- 2021: She Will
- 2021: A Very British Scandal (Fernsehserie, 1 Folge)
- 2021: Grantchester (Fernsehserie, 1 Folge)
- 2024: Doctor Who (Fernsehserie, Weihnachtsspecial Joy to the World)
- 2025: Andor (Fernsehserie, 1 Folge)